# Oxalasjön (Töllsjö socken, Västergötland)
Oxalasjön är en sjö i Bollebygds kommun i Västergötland och ingår i Rolfsåns huvudavrinningsområde. Sjön är 7 meter djup, har en yta på 0,208 kvadratkilometer och befinner sig 167,4 meter över havet.

## Delavrinningsområde
Oxalasjön ingår i det delavrinningsområde (640867-131205) som SMHI kallar för Mynnar i Rolfsån. Medelhöjden är 175 meter över havet och ytan är 30,84 kvadratkilometer. Räknas de 2 avrinningsområdena uppströms in blir den ackumulerade arean 73 kvadratkilometer. Nordån (Hälleredsån) som avvattnar avrinningsområdet har biflödesordning 2, vilket innebär att vattnet flödar genom totalt 2 vattendrag innan det når havet efter 70 kilometer. Avrinningsområdet består mestadels av skog (84 %). Avrinningsområdet har 0,21 kvadratkilometer vattenytor vilket ger det en sjöprocent på 0,7 %.